# Coop Norge
Coop Norge SA er et norsk dagligvare- og detailhandelskorporativ. Organisationen blev oprindeligt etableret som Norges Kooperative Landsforening (NKL) i 1906. I dag ejes den af ca. 2 mio. medlemmer igennem 87 norske samvirkelag. Fællesorganisation Coop Norge SA styrer centrale opgaver som indkøb, logistik, kædedrift og markedsføring på vegne af samvirkelagene, 6 dagligvarekæder, 7 detailkæder og et hypermarked.
I 2015 købte Coop Norge ICA Norge. I 2017 havde Coop Norge en markedsandel på 29,7 % af norsk dagligvarehandel.

## Butikskæder i Coop Norge SA

### Dagligvarekæder
- EXTRA, supermarkedskæde.
- Obs, hypermarkedskæde.
- Coop mega, supermarkedskæde.
- Coop prix, discountkæde.
- Coop marked, nærbutikskæde.
- Matkroken, nærbutikskæde.

### Øvrige detailkæder
- Coop byggmix, byggemarkedskæde.
- Coop elektro, elektronikkæde.
- Coop kjøkken & hjem, interiør- og køkkenudstyrskæde.
- Coop sport, sportsforretningsskæde.
- Obs BYGG, byggemarkedskæde.
- Obs Elektro, elektronikkæde.
- Obs Sport, sportsforretningskæde.
- Svalbardbutikken Coop, eneste dagligvarebutik i Longyearbyen på Svalbard.